# Japan Soccer League 1975
La stagione 1975 è stata l'undicesima edizione della Japan Soccer League, massimo livello del campionato giapponese di calcio.

## Avvenimenti

### Antefatti
A livello di club, il Mitsubishi Heavy Industries si rivelò squadra più attiva rinnovando la rosa facendo esordire tra gli altri il difensore Kazuo Saitō (premiato come miglior esordiente del campionato). Il Towa Real Estate, che subito dopo il giro di boa entrò nell'egida della Fujita spostando la propria sede a Tokyo, continuò ad ingaggiare giocatori dal Brasile portando in rosa l'attaccante del Rio Preto João Dickson Carvalho.

### Avvenimenti
Il torneo prese il via il 6 aprile 1975: perdendo solo un punto nell'arco del girone di andata, il rinnovato Mitsubishi Heavy Industries prese il largo arrivando al 2 giugno con tre punti di vantaggio su Yanmar Diesel e Hitachi. Nel girone di ritorno, iniziato il 18 ottobre e presentante ai nastri di partenza il Towa Real Estate sotto il nome di Fujita Kogyo, le quotazioni dell'Hitachi scesero mentre lo Yanmar Diesel riuscì ad annullare lo svantaggio nei confronti della capolista rendendo decisiva l'ultima giornata, in cui era programmato il confronto diretto tra le due squadre. Il 4-1 finale premiò la squadra del capocannoniere Kunishige Kamamoto, che poté fregiarsi del secondo titolo consecutivo.
Per il secondo anno consecutivo, entrambe le squadre piazzatesi sul fondo della classifica ottennero la permanenza in prima divisione prevalendo negli spareggi promozione-salvezza: di conseguenza, furono vanificate le rimonte di Tanabe Pharma e Yomiuri sul Fujitsu e sull'esordiente Honda Motor. Nelle parti basse della classifica, il Sumitomo Metals evitò i play-off a scapito di NTTPC Kinki e Dainichi Densen: entrambe le squadre furono poi sconfitte contro le due finaliste dell'All Japan Senior Football Championship, ossia le squadre delle riserve del Furukawa Electric e dello Yanmar Diesel.

## Squadre

### Profili
Division 1
| Club partecipanti                              | Club partecipanti | Città      | Stagione 1974         |
| ---------------------------------------------- | ----------------- | ---------- | --------------------- |
| Eidai Sangyo                                   | dettagli          | Heizei     | 9° in JSL Division 1  |
| Furukawa Electric                              | dettagli          | Ichihara   | 4° in JSL Division 1  |
| Fujita Kogyo ( Towa Real Estate fino a luglio) | dettagli          | Tokyo      | 8° in JSL Division 1  |
| Hitachi                                        | dettagli          | Koganei    | 3° in JSL Division 1  |
| Mitsubishi HI                                  | dettagli          | Urawa      | 2° in JSL Division 1  |
| Nippon Kokan                                   | dettagli          | Kawasaki   | 7° in JSL Division 1  |
| Nippon Steel                                   | dettagli          | Kitakyūshū | 5° in JSL Division 1  |
| Toyo Kogyo                                     | dettagli          | Hiroshima  | 6° in JSL Division 1  |
| Toyota Motors                                  | dettagli          | Nagoya     | 10° in JSL Division 1 |
| Yanmar Diesel                                  | dettagli          | Osaka      | Campione del Giappone |

Division 2
| Club partecipanti | Club partecipanti | Città     | Stagione 1974                                |
| ----------------- | ----------------- | --------- | -------------------------------------------- |
| Dainichi Densen   | dettagli          | Amagasaki | 7° in JSL Division 2                         |
| Fujitsu           | dettagli          | Kawasaki  | 2° in JSL Division 2                         |
| Honda Motor       | dettagli          | Hamamatsu | 1° in All Japan Senior Football Championship |
| Kofu Club         | dettagli          | Kōfu      | 5° in JSL Division 2                         |
| Kyoto Shiko       | dettagli          | Kyoto     | 3° in JSL Division 2                         |
| NTTPC Kinki       | dettagli          | Osaka     | 5° in JSL Division 2                         |
| Sumitomo Metals   | dettagli          | Ibaraki   | 9° in JSL Division 2                         |
| Tanabe Pharma     | dettagli          | Osaka     | 8° in JSL Division 2                         |
| Teijin Matsuyama  | dettagli          | Matsuyama | 6° in JSL Division 2                         |
| Yomiuri           | dettagli          | Tokyo     | 1° in JSL Division 2                         |

### Allenatori
Division 1
| Club              | Allenatore         |
| ----------------- | ------------------ |
| Eidai Sangyo      | Ken Okubo          |
| Furukawa Electric | Saburō Kawabuchi   |
| Fujita Kogyo      | Yoshinobu Ishii    |
| Hitachi           | Hidetoki Takahashi |
| Mitsubishi HI     | Hiroshi Ninomiya   |
| Nippon Kokan      | Takaji Tanaka      |
| Nippon Steel      | Masashi Watanabe   |
| Toyota Motors     | Masahiro Ozawa     |
| Toyo Kogyo        | Kenzō Ōhashi       |
| Yanmar Diesel     | Kenji Onitake      |

Division 2
| Club             | Allenatore          |
| ---------------- | ------------------- |
| Dainichi Densen  | sconosciuto         |
| Fujitsu          | Shigeo Yaegashi     |
| Honda Motor      | Katsuyoshi Kuwahara |
| Kofu Club        | Tsukasa Hosaka      |
| Kyoto Shiko      | Seishiro Shimatani  |
| NTTPC Kinki      | sconosciuto         |
| Sumitomo Metals  | Eiji Yamamoto       |
| Tanabe Pharma    | Toru Yubisu         |
| Teijin Matsuyama | sconosciuto         |
| Yomiuri          | Frans van Balkom    |

## Classifiche finali

### JSL Division 1
|                     | Pos. | Squadra           | Pt | G  | V  | N | P  | GF | GS | DR  |
| ------------------- | ---- | ----------------- | -- | -- | -- | - | -- | -- | -- | --- |
| Giappone (bandiera) | 1.   | Yanmar Diesel     | 31 | 18 | 14 | 3 | 1  | 44 | 11 | +33 |
|                     | 2.   | Mitsubishi HI     | 29 | 18 | 13 | 3 | 2  | 30 | 16 | +14 |
|                     | 3.   | Hitachi           | 25 | 18 | 10 | 5 | 3  | 31 | 11 | +20 |
|                     | 4.   | Nippon Steel      | 21 | 18 | 9  | 3 | 6  | 28 | 23 | +5  |
|                     | 5.   | Eidai Sangyo      | 18 | 18 | 8  | 2 | 8  | 30 | 29 | +1  |
|                     | 6.   | Furukawa Electric | 17 | 18 | 6  | 5 | 7  | 34 | 22 | +12 |
|                     | 7.   | Fujita Kogyo      | 13 | 18 | 5  | 3 | 10 | 19 | 31 | -12 |
|                     | 8.   | Toyo Kogyo        | 12 | 18 | 4  | 4 | 10 | 20 | 29 | -9  |
|                     | 9.   | Nippon Kokan      | 11 | 18 | 4  | 3 | 11 | 15 | 32 | -17 |
|                     | 10.  | Toyota Motors     | 3  | 18 | 0  | 3 | 15 | 17 | 64 | -47 |

Legenda:

      Campione del Giappone

Note:
Due punti a vittoria, uno a pareggio, zero a sconfitta.

### JSL Division 2
|  | Pos. | Squadra          | Pt | G  | V  | N | P  | GF | GS | DR  |
|  | ---- | ---------------- | -- | -- | -- | - | -- | -- | -- | --- |
|  | 1.   | Tanabe Pharma    | 27 | 18 | 12 | 3 | 3  | 36 | 17 | +19 |
|  | 2.   | Yomiuri          | 26 | 18 | 11 | 4 | 3  | 43 | 16 | +27 |
|  | 3.   | Fujitsu          | 26 | 18 | 10 | 6 | 2  | 37 | 17 | +20 |
|  | 4.   | Honda Motor      | 22 | 18 | 10 | 2 | 6  | 33 | 29 | +4  |
|  | 5.   | Teijin Matsuyama | 19 | 18 | 8  | 3 | 7  | 31 | 34 | -3  |
|  | 6.   | Kyoto Shiko      | 15 | 18 | 5  | 5 | 8  | 18 | 20 | -2  |
|  | 7.   | Kofu Club        | 14 | 18 | 5  | 4 | 9  | 27 | 34 | -7  |
|  | 8.   | Sumitomo Metals  | 12 | 18 | 3  | 6 | 9  | 27 | 38 | -11 |
|  | 9.   | NTTPC Kinki      | 10 | 18 | 4  | 2 | 12 | 25 | 52 | -27 |
|  | 10.  | Dainichi Densen  | 9  | 18 | 3  | 3 | 12 | 19 | 39 | -20 |

Legenda:

      Retrocessa nei campionati regionali
Note:
Due punti a vittoria, uno a pareggio, zero a sconfitta.
Yomiuri ottiene l'accesso ai playoff promozione/retrocessione grazie ad una migliore differenza reti rispetto al Fujitsu.

## Risultati

### Tabellone
Division 1
|                       | Yan  | Mit  | Hit  | Nip  | Eid  | Fur  | Fuk  | Toy  | Nkk  | Tom  |
| --------------------- | ---- | ---- | ---- | ---- | ---- | ---- | ---- | ---- | ---- | ---- |
| Yanmar Diesel         | –––– | 1-2  | 1-1  | 1-0  | 2-0  | 1-0  | 3-0  | 3-3  | 2-0  | 6-0  |
| Mitsubishi Heavy Ind. | 1-4  | –––– | 0-0  | 2-1  | 1-0  | 3-0  | 3-2  | 1-0  | 3-0  | 2-0  |
| Hitachi               | 1-1  | 0-1  | –––– | 1-0  | 3-1  | 2-1  | 0-1  | 2-0  | 4-0  | 2-0  |
| Nippon Steel          | 0-3  | 1-0  | 1-1  | –––– | 0-2  | 2-0  | 2-2  | 3-1  | 1-2  | 4-2  |
| Eidai Sangyo          | 1-3  | 1-1  | 1-2  | 1-2  | –––– | 2-7  | 1-1  | 3-0  | 1-0  | 3-1  |
| Furukawa Electric     | 1-2  | 2-2  | 1-1  | 1-1  | 1-2  | –––– | 2-0  | 1-2  | 0-0  | 6-1  |
| Fujita Kogyo          | 0-2  | 0-1  | 1-0  | 1-2  | 3-2  | 1-5  | –––– | 1-3  | 3-0  | 1-1  |
| Toyo Kogyo            | 0-2  | 0-1  | 0-1  | 2-3  | 0-1  | 0-0  | 2-0  | –––– | 2-2  | 1-1  |
| Nippon Kokan          | 1-3  | 1-2  | 1-4  | 0-1  | 1-2  | 0-1  | 1-0  | 2-0  | –––– | 2-1  |
| Toyota Motors         | 0-4  | 3-4  | 0-6  | 1-4  | 1-6  | 0-5  | 1-2  | 2-4  | 2-2  | –––– |

Division 2
|                  | Tan  | Yom  | Fuj  | Hon  | Tei  | Ksh  | Kof  | Sum  | NTT  | Dai  |
| ---------------- | ---- | ---- | ---- | ---- | ---- | ---- | ---- | ---- | ---- | ---- |
| Tanabe Pharma    | –––– | 1-2  | 0-0  | 1-2  | 2-2  | 2-0  | 1-0  | 3-2  | 4-0  | 0-1  |
| Yomiuri          | 2-1  | –––– | 1-2  | 0-1  | 3-0  | 0-0  | 3-1  | 2-2  | 1-1  | 1-0  |
| Fujitsu          | 1-2  | 1-1  | –––– | 4-0  | 2-0  | 2-1  | 1-1  | 2-2  | 4-2  | 3-0  |
| Honda Motor      | 2-3  | 0-3  | 1-2  | –––– | 4-3  | 3-1  | 4-2  | 3-0  | 2-3  | 2-1  |
| Teijin Matsuyama | 1-5  | 3-2  | 0-0  | 2-2  | –––– | 1-3  | 1-3  | 2-1  | 3-0  | 3-3  |
| Kyoto Shiko      | 2-2  | 0-1  | 0-1  | 1-2  | 1-0  | –––– | 2-2  | 0-0  | 2-0  | 0-0  |
| Kofu Club        | 1-2  | 0-6  | 1-0  | 1-1  | 1-2  | 2-0  | –––– | 3-3  | 3-4  | 3-1  |
| Sumitomo Metals  | 1-2  | 0-3  | 3-3  | 0-1  | 1-2  | 0-3  | 2-1  | –––– | 3-5  | 1-1  |
| NTTPC Kinki      | 0-4  | 1-7  | 0-3  | 1-2  | 2-3  | 2-1  | 0-2  | 0-3  | –––– | 2-3  |
| Dainichi Densen  | 0-1  | 2-5  | 2-6  | 1-3  | 0-3  | 0-1  | 1-0  | 2-3  | 2-2  | –––– |

### Spareggi promozione/salvezza
|               |     |               | Città e data            |
| ------------- | --- | ------------- | ----------------------- |
| Nippon Kokan  | 1-1 | Yomiuri       | Tokyo, 12 gennaio 1976  |
| Toyota Motors | 1-0 | Tanabe Pharma | Toyota, 11 gennaio 1976 |
|               |     |               |                         |
| Yomiuri       | 0-1 | Nippon Kokan  | Tokyo, 18 gennaio 1976  |
| Tanabe Pharma | 0-0 | Toyota Motors | Kōbe, 18 gennaio 1976   |

### Play-off interdivisionali
|                    |     |                    | Città e data            |
| ------------------ | --- | ------------------ | ----------------------- |
| NTTPC Kinki        | 1-2 | Furukawa El. Chiba | Suita, 18 dicembre 1975 |
| Dainichi Densen    | 2-1 | Yanmar Club        | Osaka, 13 dicembre 1975 |
|                    |     |                    |                         |
| Furukawa El. Chiba | 0-0 | NTTPC Kinki        | Osaka, 28 dicembre 1975 |
| Yanmar Club        | 1-1 | Dainichi Densen    | Kōbe, 20 dicembre 1975  |

## Statistiche

### Classifiche di rendimento

#### Rendimento andata-ritorno
| Andata                | Andata | Ritorno               | Ritorno |
|                       |        |                       |         |
| Mitsubishi Heavy Ind. | 17     | Yanmar Diesel         | 17      |
| Yanmar Diesel         | 14     | Nippon Steel          | 14      |
| Hitachi               | 14     | Mitsubishi Heavy Ind. | 12      |
| Eidai Sangyo          | 9      | Hitachi               | 11      |
| Nippon Steel          | 7      | Furukawa Electric     | 10      |
| Furukawa Electric     | 7      | Eidai Sangyo          | 9       |
| Towa Real Estate      | 7      | Fujita Kogyo          | 6       |
| Toyo Kogyo            | 7      | Toyo Kogyo            | 5       |
| Nippon Kokan          | 6      | Nippon Kokan          | 5       |
| Toyota Motors         | 2      | Toyota Motors         | 1       |

| Andata           | Andata | Ritorno          | Ritorno |
|                  |        |                  |         |
| Honda Motor      | 14     | Tanabe Pharma    | 17      |
| Fujitsu          | 12     | Yomiuri          | 15      |
| Yomiuri          | 11     | Fujitsu          | 14      |
| Tanabe Pharma    | 10     | Teijin Matsuyama | 12      |
| Kyoto Shiko      | 8      | Honda Motor      | 10      |
| Teijin Matsuyama | 7      | Kyoto Shiko      | 7       |
| Kofu Club        | 7      | Kofu Club        | 7       |
| NTTPC Kinki      | 7      | Sumitomo Metals  | 7       |
| Dainichi Densen  | 6      | NTTPC Kinki      | 3       |
| Sumitomo Metals  | 5      | Dainichi Densen  | 3       |

### Primati stagionali
| Record della Division 1 - Maggior numero di vittorie: Yanmar Diesel (14) - Minor numero di sconfitte: Yanmar Diesel (1) - Miglior attacco: Yanmar Diesel (44) - Miglior difesa: Yanmar Diesel e Hitachi (11) - Miglior differenza reti: Yanmar Diesel (+33) - Maggior numero di pareggi: Hitachi e Furukawa Electric (5) - Minor numero di pareggi: Eidai Sangyo (2) - Maggior numero di sconfitte: Toyota Motors (15) - Minor numero di vittorie: Toyota Motors (0) - Peggior attacco: Nippon Kokan (15) - Peggior difesa: Toyota Motors (64) - Peggior differenza reti: Toyota Motors (-47) | Record della Division 2 - Maggior numero di vittorie: Tanabe Pharma (12) - Minor numero di sconfitte: Fujitsu (2) - Miglior attacco: Yomiuri (43) - Miglior difesa: Yomiuri (16) - Miglior differenza reti: Yomiuri (+27) - Maggior numero di pareggi: Fujitsu e Sumitomo Metals (6) - Minor numero di pareggi: Honda Motor e NTTPC Kinki (2) - Maggior numero di sconfitte: NTTPC Kinki e Dainichi Densen (12) - Minor numero di vittorie: Yomiuri (12) - Peggior attacco: Dainichi Densen (19) - Peggior difesa: NTTPC Kinki (52) - Peggior differenza reti: NTTPC Kinki (-27) |

### Classifica marcatori
| Gol |  |  | Giocatore          | Squadra           |
| --- |  |  | ------------------ | ----------------- |
| 17  |  |  | Kunishige Kamamoto | Yanmar Diesel     |
| 15  |  |  | Akira Matsunaga    | Hitachi           |
| 14  |  |  | Hiroshi Abe        | Yanmar Diesel     |
| 10  |  |  | Osamu Kawamoto     | Furukawa Electric |
| 9   |  |  | Yasuhiko Okudera   | Furukawa Electric |
| 9   |  |  | Noritaka Hidaka    | Nippon Steel      |

| Gol |  |  | Giocatore       | Squadra |
| --- |  |  | --------------- | ------- |
| 21  |  |  | Toshiki Okajima | Yomiuri |